# Atroxima liberica
Espèce
Classification APG IV (2016)
Atroxima liberica est une espèce de plantes à fleurs de la famille des Polygalaceae. Originaire d’Afrique, elle se présente sous forme de liane ou de buisson à rameaux grimpants.